# 23 Komenda Odcinka Bartoszyce
23 Komenda Odcinka Bartoszyce – samodzielny pododdział Wojsk Ochrony Pogranicza.
23 Komenda Odcinka sformowana została w 1945 w strukturze organizacyjnej 5 Oddziału Ochrony Pogranicza. We wrześniu 1946 odcinek wszedł w skład Mazurskiego Oddziału WOP nr 5. W 1948, na bazie 23 Komendy Odcinka sformowano Samodzielny Batalion Ochrony Pogranicza nr 5.

## Struktura organizacyjna
Dyslokacja 23 Komendy Odcinka Bartoszyce przedstawiała się następująco :
- Komendantura odcinka nr 23 – Bartoszyce
- 110 strażnica – Warszkajty
- 111 strażnica – Posłusze (Posłoszyn)
- 112 strażnica – Szczurkowo
- 113 strażnica – Grunhof (Gaj)

## Dowódcy odcinka
- kpt. Józef Liszko[1]
- kpt. Marian Głuszak – 1945 [5]
- mjr Seweryn Kozyro (był 10.1946)[c].